# Kamienica przy ul. Reja 2 w Poznaniu
Kamienica przy ul. Reja 2 – zabytkowa kamienica zlokalizowana w Poznaniu, na Jeżycach, przy ul. Mikołaja Reja 2 (zachodnia pierzeja).
Obiekt, wybudowany dla pracowników Poznańskiej Kolei Elektrycznej w 1928 (lub 1934) jest prawdopodobnie dziełem Adama Ballenstedta. Gładka powierzchnia elewacji kontrastuje w ostry sposób z pasami rustyki w narożnikach i centrum budynku. Portal pseudobarokowy z przerwanym naczółkiem, ujęty w kolumny toskańskie, jest bardzo charakterystyczny dla tego architekta, który lubował się w nawiązującej do baroku monumentalizacji fasad. Pomimo zastosowania historyzującego detalu, kamienica swoją formą osadzona jest nurcie wczesnego, ekspresjonistycznego modernizmu.
Wnętrze kamienicy mieści wysoki hol, klatką schodową oraz żyrandole, charakterystyczne dla architektury modernistycznej.
Po przeciwnej stronie ulicy stoi Dom Tramwajarza, a w pobliżu znajdują się tereny dawnej zajezdni tramwajowej Gajowa.